# トロンボーン
トロンボーンは金管楽器の一種である。語源はラッパを意味するイタリア語 tromba に「大きい」を意味する接尾語 （-one）を付けたものであり「大きなラッパ」という意味である。
通常、「トロンボーン」と呼称する場合はテナートロンボーンのことを指す。アルトトロンボーンはテナートロンボーン奏者が持ち替えて演奏する。バストロンボーンは同属楽器ではあるものの、明確に違う楽器として取り扱われる。

## 構造

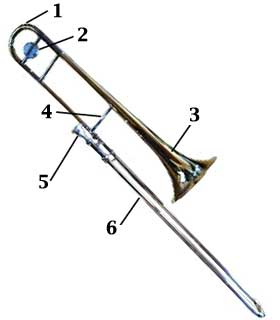
1.チューニング管
2.バランサー（おもり）
3.ベル（朝顔）
4.支柱
5.マウスピース（歌口、唄口）
6.スライド

標準的には変ロ調 （B♭） の調性を持ち、スライドと呼ばれる伸縮管（音程を微調整するためのチューニングスライドとは異なる）を操作して音階を得る。スライドの他に1個ないしは2個のバルブと迂回管を持つもの（B管アタッチメント付きアルトトロンボーン、F管アタッチメント付きテナートロンボーン（テナーバストロンボーン、バストロンボーン）もあり、今日ではこちらの方が主流である。追加のバルブと迂回管を持つことにより、スライドを伸ばすのが譜面上困難な場合、迂回管を使ったポジション（いわゆる変えポジション）を用いたり（奏者界では、7ポジションが限界だという）、管長が足りず構造上出すことのできない低音域を拡張することが出来る。いずれも、迂回管を使う際はロータリー式レバーを操作して切り替える。また、替えポジションによる効率的なスライドワークや、トリル奏法、ハーフバルブ奏法などにも利用される。バルブを持たないものは、前後の重量の均衡を取るための「バランサー」と呼ばれるおもりを、後方のU字管付近の支柱に取り付ける場合がある。
スライドは内管と外管を重ね合わせた構造なので、内外のスライドが重なっている長さが、近いポジションでは長く、遠いポジションでは短くなる。このため1900年代初頭までの楽器には、近いポジションの時には摩擦抵抗が大きいため微調整が難しく、遠いポジションでは抵抗が小さいため微調整時にずれやすいという問題があった。また、重なりが短くなる遠いポジションの時ほど息もれが激しくなるという問題もあった。これらは後に、内管の先端を微妙に太くした「ストッキング」という部分で外管内面と接するよう改良したことによっていずれも解決され、楽器としての性能が向上した。
収納の際はベル側のU字管とスライド側のU字管とに分割できる。まれに、ホルンに見られるようにベルにネジ山を切って分割できるようにしたデタッチャブル・ベルの楽器もある。
構造上、任意の周波数の音を出すことが可能であり、ピアノ等では出すことのできない微分音も出すことができる。

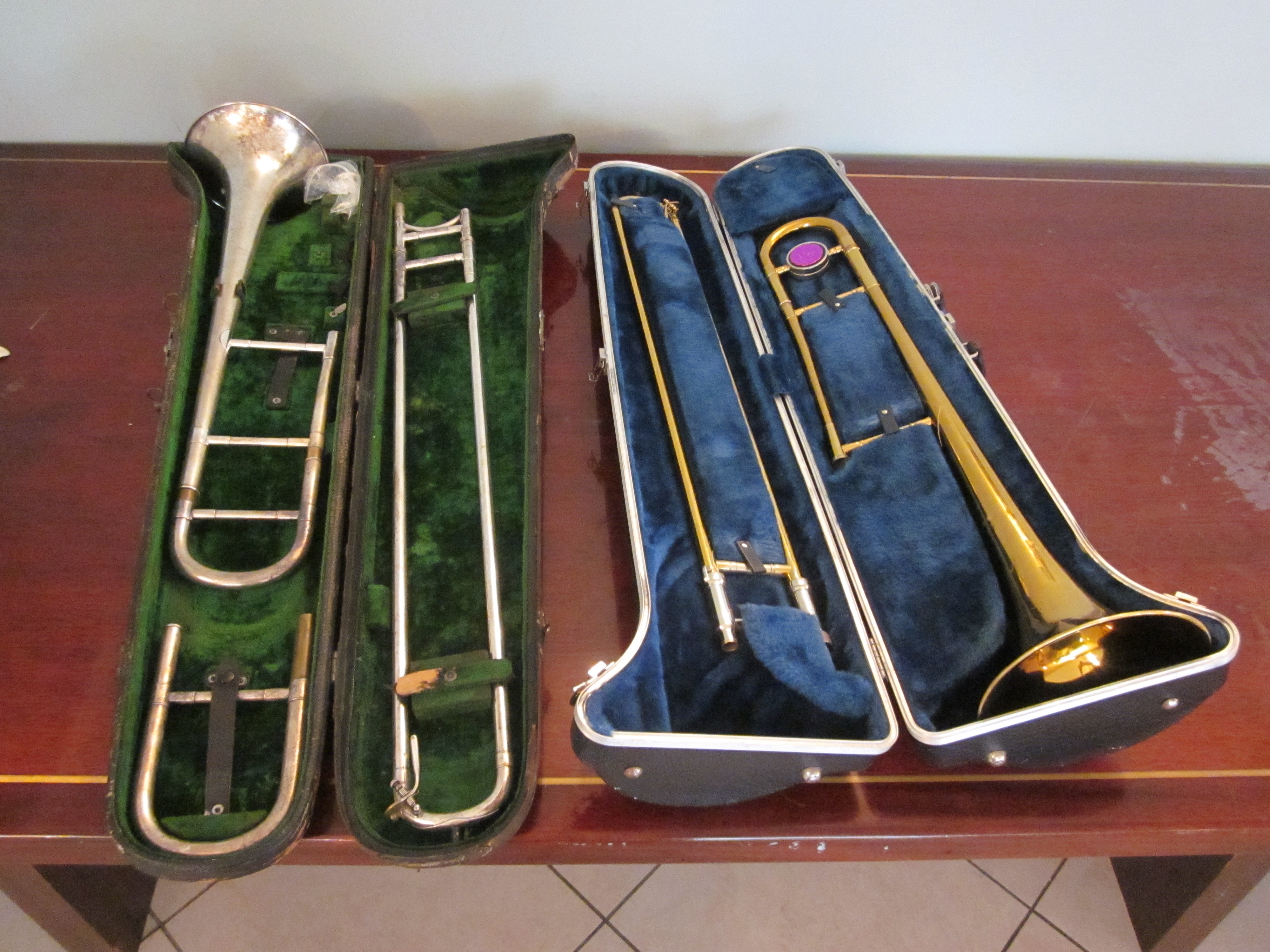
ケースに収められた状態
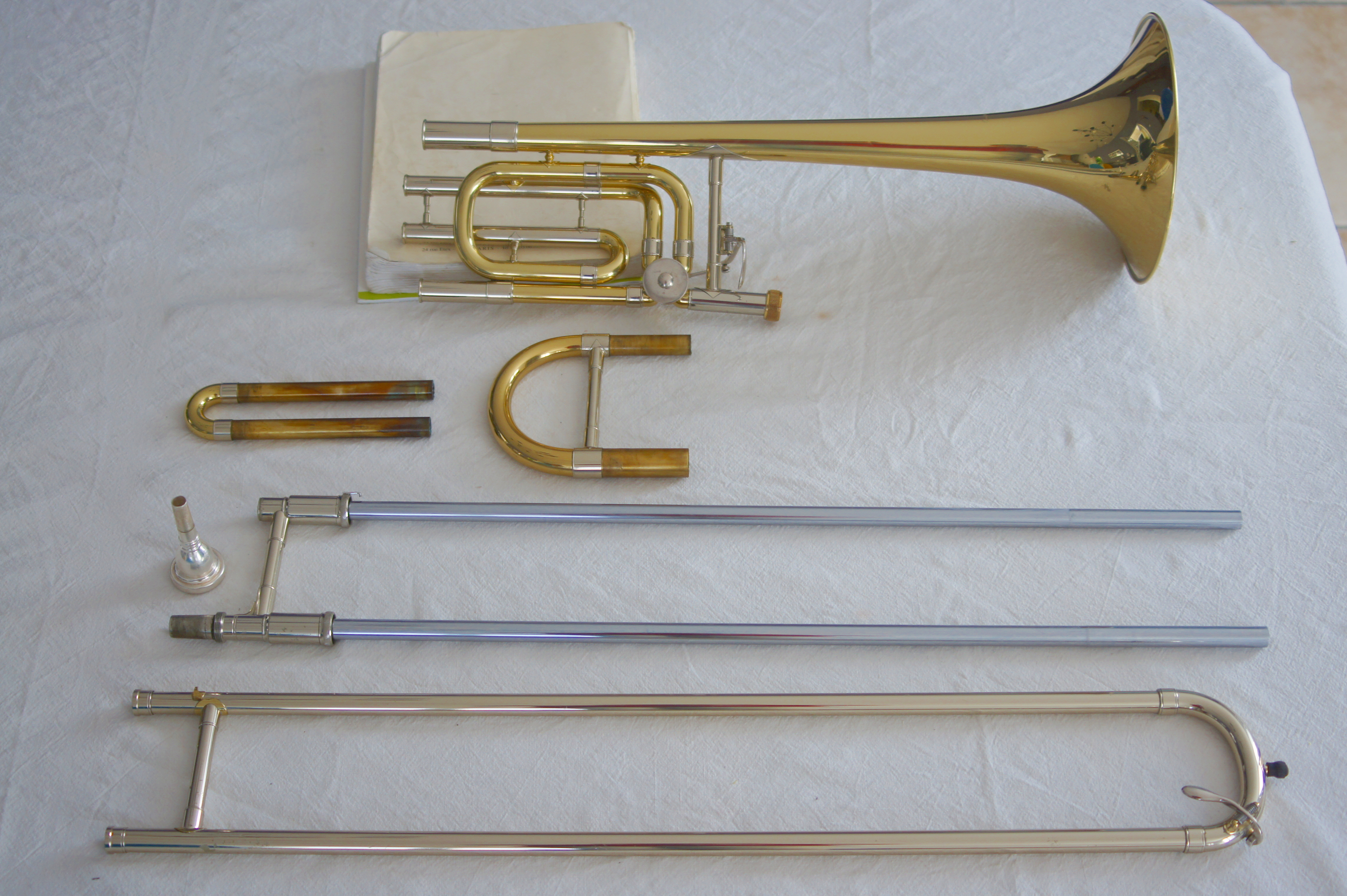
スライド(内管/外管)や抜差し管などを取り外した状態
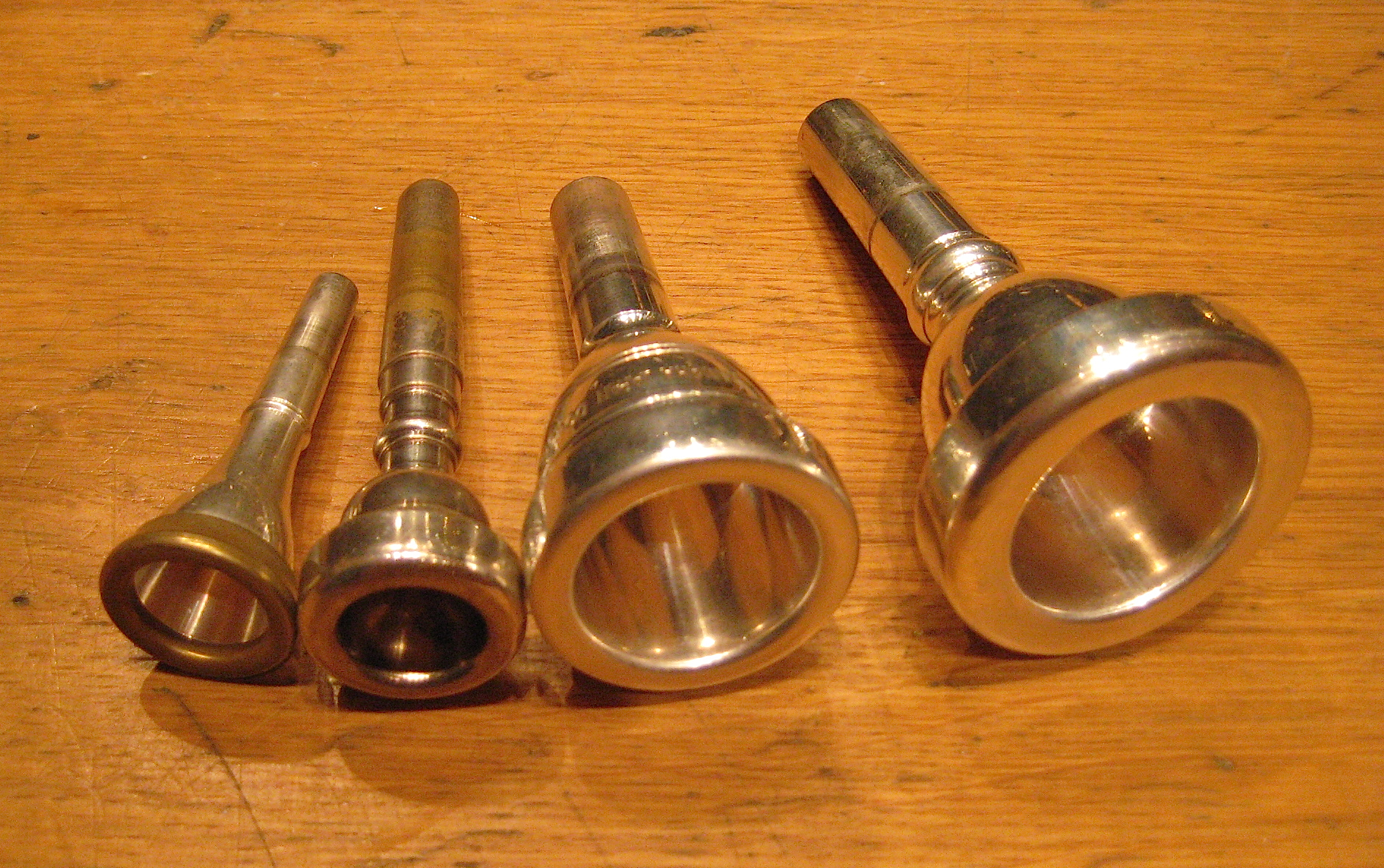
マウスピースのサイズ比較(左から、ホルン、トランペット、トロンボーン、チューバ)

## 奏法

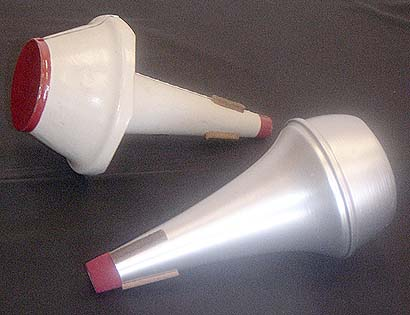
ミュート

左手で楽器の重量を支える。中指・薬指・小指で楽器を握る。親指は支柱かバルブのレバーに掛ける。人差し指はスライド内管の支柱上部又はマウスピースレシーバーに添える。1個のバルブがある場合、そのレバーは左手親指で操作する。2個のバルブがある場合は、2個のレバーの一方を親指で操作し、他方を中指で操作するものが一般的であるが、20世紀の楽器には両方ともに親指で操作するものもある。自由な右手でスライドを軽く持って操作する。楽器に装着したマウスピースが口に当たる位置に構えて、舌を引く動きをきっかけ(タンギング)に息を吐きながら唇を振動させる。
スライドには、最も手前の第1ポジションから、最も遠くまで右手を伸ばしたところにある第7ポジションまでがある。ポジションが1つ遠ざかると半音下がる。この仕組みと各ポジションで得られる倍音の組み合わせで音階を作ることができる。そのため、バルブと迂回管を持たない楽器では第1倍音と第2倍音のEs～Hまでの音階（アルトトロンボーンではAs～E）が得られない。迂回管を1本持つ楽器では、第8～11ポジション相当の管長が得られる。第12ポジション相当の管長を得るためには、迂回管のチューニングスライドを限界まで伸ばすか、2本目の迂回管を利用する。
ギターのフレットに当たるような特別な目印はないため、奏者は自分の感覚でポジションを定めて音程を得る。そのため初心者にとっては正しい音程での演奏は難しいが、熟練すればスライドの微調整によって正確なハーモニーを得ることが出来る。またスライドはグリッサンド奏法の演奏を容易にしている。
スラーを演奏する際は、音の区分がはっきりしないスライドの性質を考慮して、ソフトタンギングをするか、リップスラーやバルブを利用して替えポジションを使用して行う。
広く使われる特殊奏法としては、隣り合った倍音同士を高速に移動するリップトリル、巻き舌で演奏するフラッタータンギング、演奏しながら声帯を振動させる重音などが挙げられる。
他の金管楽器と同様に、音色を変える目的で種々の弱音器(ミュート)が使われる。

## 歴史
非常に古い歴史を持つ楽器であり、起源はトランペットと共通である。ドイツのハンス・ノイシェルが現在の形に完成させ、それから約500年以上もの間、基本的な構造が変わっていない、古い種類の楽器である。地域によっては、古くはサックバットと呼ばれた。15世紀頃にスライド・トランペットの一種から発生したと考えられており、基本的な構造は昔の姿をそのまま留めている。ただし、細部のデザインは異なり、奏法も現代のトロンボーン奏法とはかなり異なる。
トロンボーンの音域は成人男性の声域に近い。またスライドによって音程をスムーズに調整できる事から得られるハーモニーの美しさなどから「神の楽器」といわれ、教会音楽に重用された。古くからカトリック教会のミサにおける聖歌の合唱等の伴奏楽器に使われ、オラトリオ(ハイドンの天地創造など)やレクイエム等にも多用されているが、世俗的な音楽においては使用を自重する風潮があり、さらにプロテスタント圏のドイツ地域では使用されない傾向があった（プロテスタント地域で活動したバッハやテレマンの宗教曲ではトロンボーンはほとんど使われていない）。
交響曲で最初にトロンボーンを使ったのはベートーヴェンで、交響曲第5番の第4楽章で用いた。これは当時「世俗」的と考えられていた交響曲に、教会で使われていた「神聖」な楽器を使ったという点で画期的なことであった。大編成のオーケストラに定席を得たのはロマン派の時代である。
19世紀、おそらく1820年代にはバルブ(ロータリー)の追加が行われた。これ以降各地のオーケストラでは、スライドを廃してトランペットのように3本のピストンによる操作をするバルブトロンボーンが盛んに使われたが、19世紀半ばから第一次世界大戦前後にかけて徐々にスライド式の楽器が復権していった。ウィーン・フィルハーモニー管弦楽団では1880年頃までバルブ式だったと言われている。
バルブ(ロータリー)の改良はさらに進み、円錐形のセイヤー・バルブ、円柱を横倒しにした形のハグマン・ロータリー、ヤマハの細長いVバルブをはじめ、トラディショナルロータリーを各社が改良したものなど、様々な機構が開発されている。

## 記譜
楽器の調性は音域による分類に後述されるとおりB♭やE♭、Fなど様々だが、楽譜はピアノなどと同じく実音で書かれる。低音部譜表が一般的だが、高音のパートではテナー譜表・アルト譜表も使われる。オーケストラでは曲中で譜表が変わることは少なく、1番がアルトまたはテナー譜表、2番がテナー譜表、3番(バス)が低音部譜表というのが一般的である。吹奏楽においては基本的に低音部譜表に記され、高音部分に稀にテナー譜表が用いられる。英国式ブラスバンドではバストロンボーンのパート以外は移調楽器として扱われ、実音に対し長9度高いト音譜表で記譜される。ヨーロッパの吹奏楽譜においても移調楽器として扱われ、実音に対し長9度高いト音譜表、あるいは長2度高いヘ音譜表で記譜されていることも少なくない。

## 種類
トロンボーンは、その音域・機能などによって以下の様に分けることができる。また、テナートロンボーンは管の内径（ボアサイズ）によって太管、中細管、細管と細かく呼び分けることもある。ドイツ式トロンボーンではWeiteという単位で区分する。スライドのマウスパイプ側とジョイント側で異なるボアサイズを組み合わせたものはデュアルボアと通称される。

### 音域による分類

F管アタッチメント付テナートロンボーンの例（ヤマハ・YSL-620）

ピッコロトロンボーン (piccolo trombone)
テナートロンボーンより2オクターヴ高いB♭管の楽器で、管長はピッコロトランペットと同じである。非常に珍しい楽器で、使われる機会はほとんどない。
ソプラノトロンボーン (soprano trombone)
テナートロンボーンよりも1オクターヴ高いB♭管の楽器で、B♭管のトランペットと管長が同じである。そのためトロンボーンというよりはスライド式のトランペットといった趣きだが、メーカーによってはスライドトランペットと区別して、ボアやベル、用いるマウスピースが大きく設定されていることがある。現代ではほとんど使われないが、稀に大編成のブラスアンサンブルで使用されることがある。
アルトトロンボーン (alto trombone)
テナートロンボーンよりも小ぶりで、標準的には4度高いE♭管である。5度高いF管、さらにはD管の楽器も存在する。B♭管の迂回管や、トリルキィと呼ばれる半音分の迂回管を持つものもある。人の声とよく溶け合い、前期ロマン派までのオーケストラ曲や、トロンボーンアンサンブル曲などで用いられることが多い。専門の奏者はおらず、テナートロンボーン奏者が持ち替えて演奏する。標準的な設計は存在しないが、11.9 - 12.5 mm程度のボアと、6.5 - 7インチ程度のベルを持つことが多い。マウスピースは細管テナートロンボーン用のものと共通で、特にカップが浅い物を使用する。リム径は奏者によって様々である。
テナートロンボーン（tenor trombone、テノール・トロンボーンとも）
最も基本的な構造をした、トロンボーンの代表格。B♭管で、音域的には、男性の声と最も近い。主に軽音楽の分野で使われるほか、ソロ曲の演奏時やオーケストラの第1奏者が使用することがある。低音域に構造上出せない音があったり、操作性に劣るため、クラシック奏者は後述のF管アタッチメント付テナートロンボーンを使用するのが主流である。F管アタッチメント付テナートロンボーンと区別するときには、ストレート・テナートロンボーンと呼称する。太管では13.9 mm（0.547インチ）のボアと、216 mm（8.5インチ）のベルが標準。細管は太管のように標準的な設計は存在しないが、12.2 - 12.9 mmのボアと、7〜8インチ程度のベルを持つことが多い。
F管アタッチメント付テナートロンボーン
日本においてはテナーバストロンボーンとも呼ばれる。
テナートロンボーンに1つの迂回管（F管）とバルブを持たせた楽器である。迂回管を使用する事により、第1倍音と第2倍音のスライドのみで出せる最低音(E)の長3度下のCまで音域が広がる。迂回管のレイアウトはメーカー各社によって様々である。
なお、ドイツの楽器製作者クリスティアン・フリードリヒ・ザトラー（en:Christian Friedrich Sattler）は、1820年代から1830年代に自身が開発したバストロンボーンのボア径を持つテナートロンボーンやF管アタッチメントを付加したテナートロンボーンについてTenorbaßposauneと称しており、英語圏においてもtenor-bass tromboneあるいはtenor bass tromboneと呼ばれている。“テナーバストロンボーン”という呼称が「日本のメーカーの造語」や「日本でしか用いられない」という言説は誤りである。
バストロンボーン（bass trombone、ベース・トロンボーンとも）
テナートロンボーンより太いボアと大きなベルを持ち、1つまたは2つの迂回管とバルブを備える。ボアは14.28 mm（0.562インチ）、ベルは241 mm（9.5インチ）が標準である。1本目の迂回管はテナートロンボーン同様にF管である。2本目はGes管が標準的だが、稀にG管を持つものもある。迂回管を2本とも使うと管長はD管（第2バルブがG管の場合はEs管）になる。2つの迂回管を持つ場合、2つめのバルブが主管側に（主管に対して直列に）配置されたものをインライン、F管側に（主管に対して並列に）配置されたものをオフセットと呼ぶ。バスと名が付くが、音域はテナートロンボーンと同一である。テナートロンボーンより低音域での操作性に優れる他、太く暖かな音色を持つ。マウスピースはテナートロンボーンと異なり、より大きいリムと深いカップを持った物を使用し、奏法も全く異なる。オーケストラや吹奏楽では3番トロンボーンと指定のある曲はバストロンボーンが演奏する。これらの編成では音楽的役割もテナートロンボーンとは異なり、トロンボーンセクションの一員としてだけではなく、ベースセクションの一員としての役割が期待される。詳細はバストロンボーンの項を参照。
コントラバストロンボーン (contrabass trombone)
バストロンボーンよりも3度から5度低い楽器で、標準的にはF管である。2つの迂回管とバルブを持つ。迂回管の調性はメーカーにより様々であり、標準は存在しない。長いスライドを操作するためのハンドルを備えることがある。また、一部のメーカーでは2重のスライドを持ち、バストロンボーンより1オクターヴ低いB♭管の楽器を指すことがある。後期ロマン派の4管編成の楽曲や、大編成のトロンボーンアンサンブル等でバストロンボーン奏者が持ち替えて演奏する。詳細はバストロンボーンの項を参照。
これに非常に近い楽器としてチンバッソ(後述)も存在する。

### バルブトロンボーン

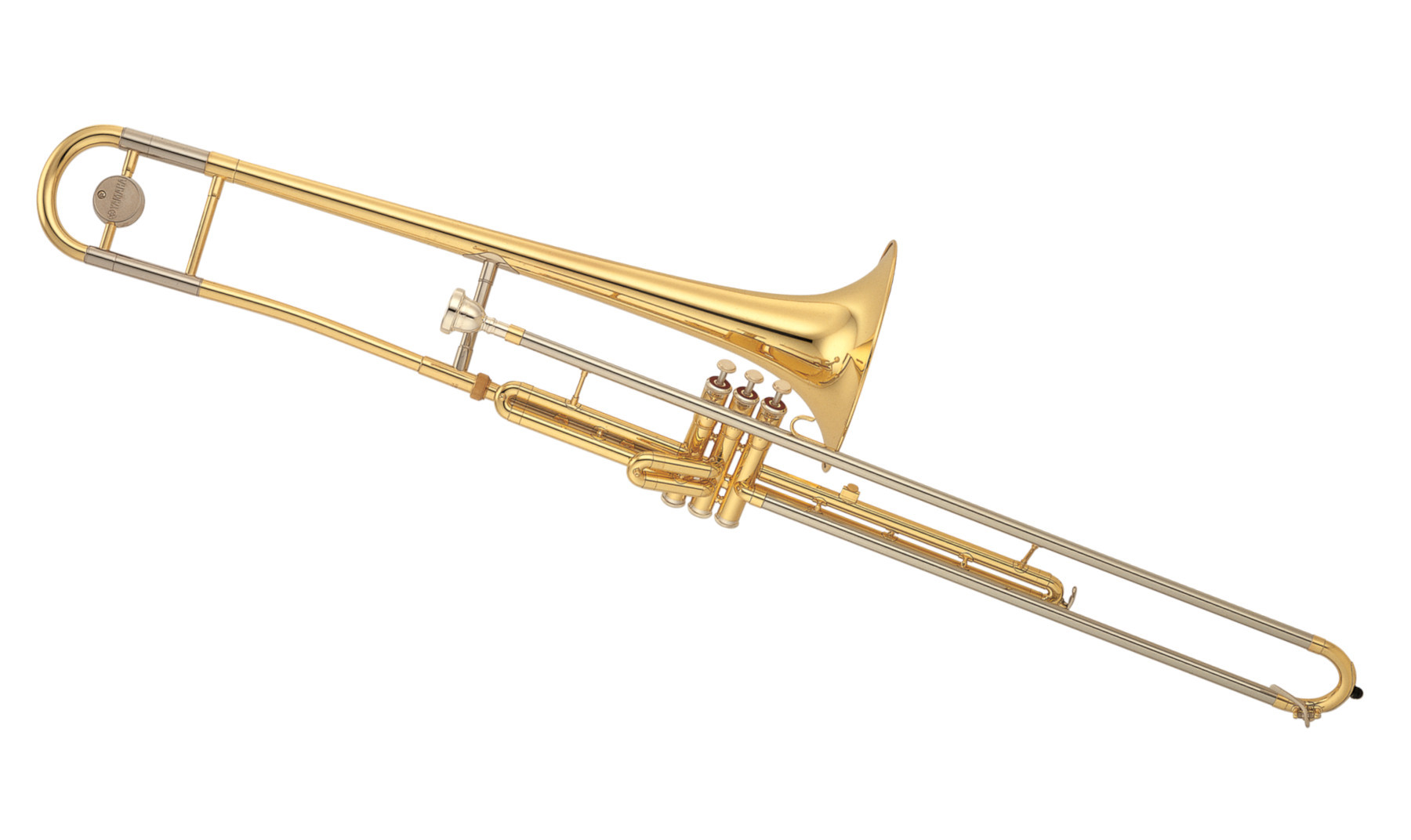
バルブトロンボーン

スライドではなく、3個以上のバルブを備えたものである。ピストン式が多いが、ロータリー式のものも存在する。スライド式の楽器と同様に色々な音域のものがある。19世紀前半の金管楽器のバルブ機構の発明に合わせて誕生したため、19世紀から20世紀初頭にかけてはイタリアやフランス、中欧地域を中心に広く(一時はスライド式以上に)用いられた。ロッシーニの楽曲等にその名残を見出すことが出来る。
その後、スライド式が楽器や演奏技術の向上によって復権を果たすと廃れていったが、一方ではジャズなどポピュラー音楽の世界で使われるようになり（ファン・ティゾール、ボブ・ブルックマイヤーなどが著名な奏者としてあげられ）、クラシックの分野でも20世紀終盤以降はピリオド奏法の一環として、また現代曲で再び使用が試みられるようになった。

### ドイツ式トロンボーン
ドイツ管とも呼ばれる、やや大きめのベルを持つ楽器で、均一化が進んだ他の地域のトロンボーンとは一線を画している。やや細目のボアと響きを抑える為のクランツと呼ばれる金属片が縁についた比較的大きなベルを持ち、弱音時の円錐管に近い柔らかい響きと、強音時の鋭く割れた響きが特徴的である。現代ではほとんど使われないが、稀にクラシック音楽でドイツ系の楽曲を演奏する際に使われることがある。

### 特殊なトロンボーン

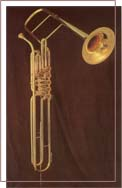
F管チンバッソ

チンバッソ (cimbasso)
「チンバッソ」という語は19世紀のイタリアにおいて低音の金管楽器全般を指すのに用いられており、楽譜にチンバッソと書かれていたからといって必ずしも特定の種類の楽器を指したわけではない。ヴェルディはテナーより1オクターブ低いB♭管のバルブ式トロンボーンを特注し、これを晩年の『オテロ』と『ファルスタッフ』で使用した。またプッチーニもこの楽器を使用した。現代においてこれらの作品を演奏するために「チンバッソ」と呼ばれる楽器が使われることがあるが、これはF管で4-5個のバルブがあるトロンボーンであり、ヴェルディが使ったものとは異なっている。
スーパーボーン
ピストンとスライドの両方を備えたトロンボーン。通常左手でピストン、右手でスライドを操作する。トランペット奏者のメイナード・ファーガソンが考案した。ホルトン社の登録商標となっている。
マーチング・トロンボーン
外見はトロンボーンというよりは大型のコルネット、あるいは前方に構えるユーフォニアムのようである。スライドではなくバルブを備え、屋外のパレードなどで使用される。
プラスチックトロンボーン
プラスチック製のトロンボーン。pboneとtigerが有名。

### 歴史上のトロンボーン
サックバット (sackbut)
トロンボーンの祖となった古楽器である。現代のトロンボーンと酷似しているが、全体にベルが小さく、ベルの開き方も比較的ゆるやかである。現代のトロンボーンよりずっと軽量で、大きな音は望めないが柔らかな音色を持ち、小編成の合奏・オーケストラや声楽とのアンサンブルに向く。アルト・テナー・バス・コントラバスの各サイズの楽器がある。エッガー社製が有名。
ビュサン (buccin)
ベル自体が龍の頭をかたどった形をしている。19世紀に考案され、フランスやベルギーで使われた。
アドルフ・サックスのトロンボーン
サックスは、劇場のピットや軍隊で使うための、3〜6本のバルブ式を備えたテナーやアルトのトロンボーンを色々製作した。普通にイメージするスライド式のトロンボーンとは形が異なる。馬に乗りながら演奏出来るようにした形状のものや、ベルを7つ持つタイプなどがある。

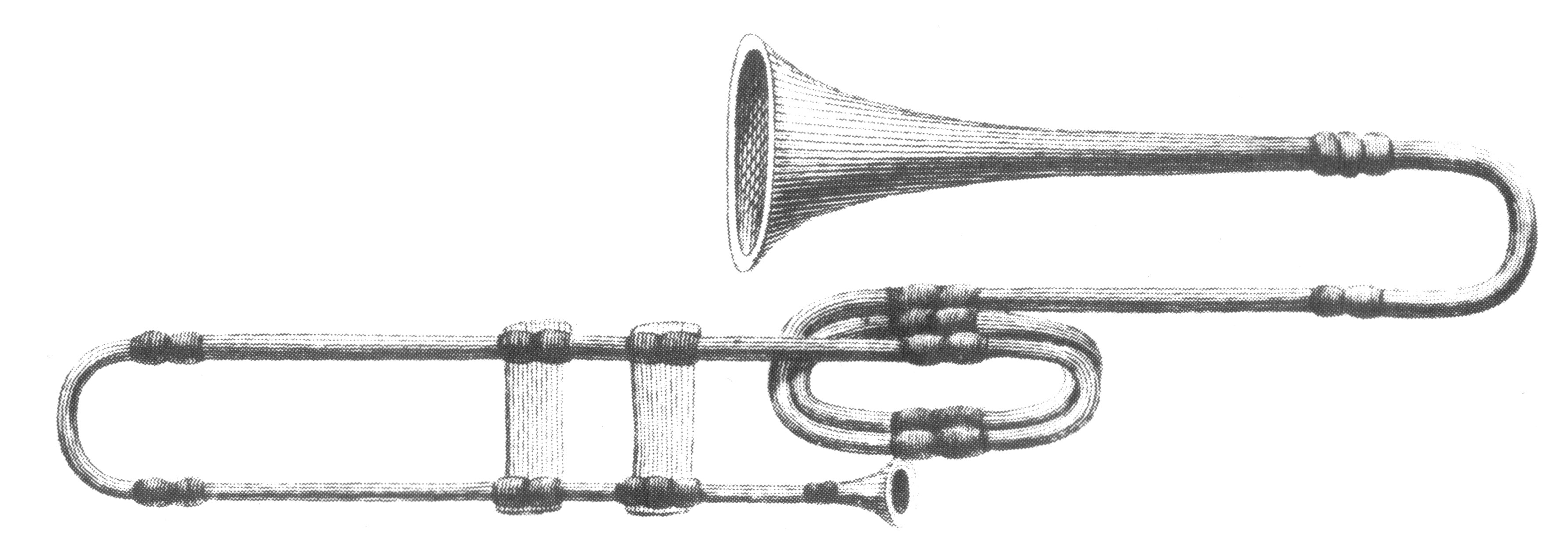
サックバット（sackbut）
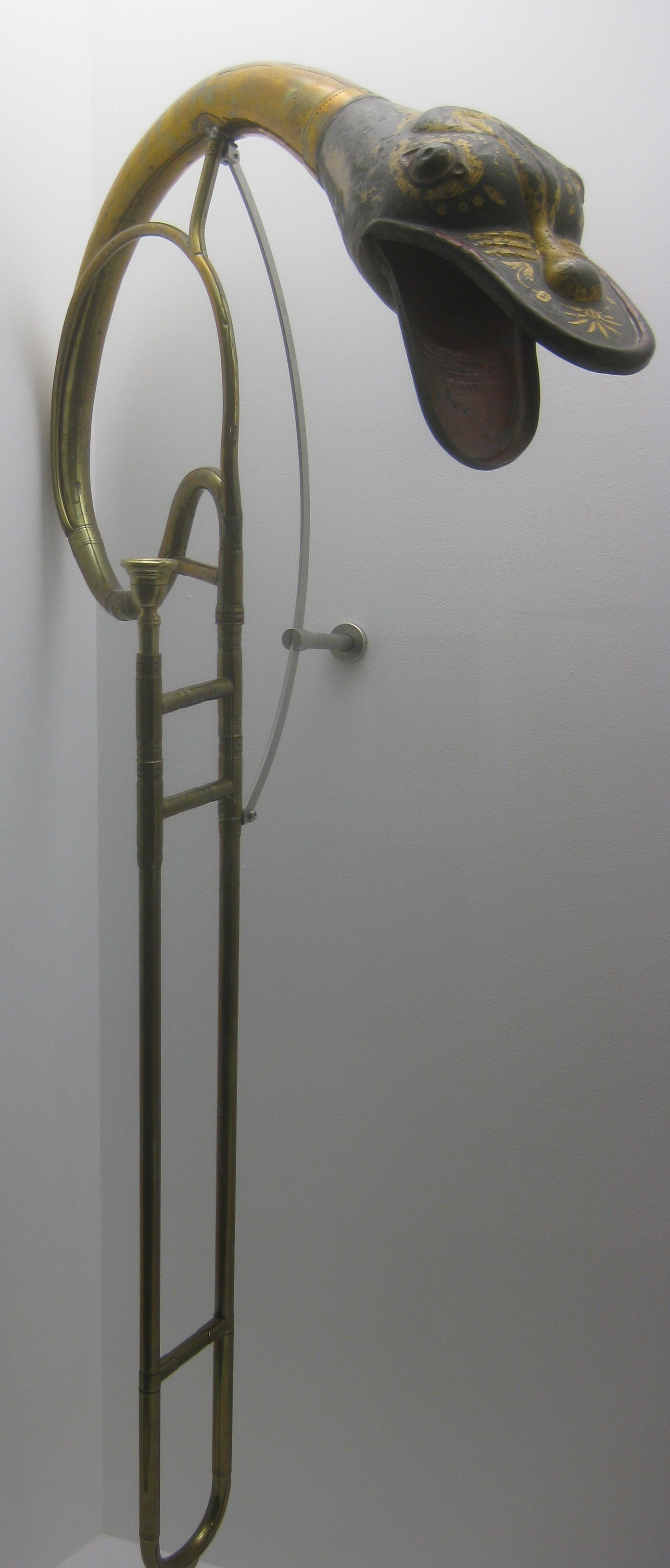
ビュサン（buccin）
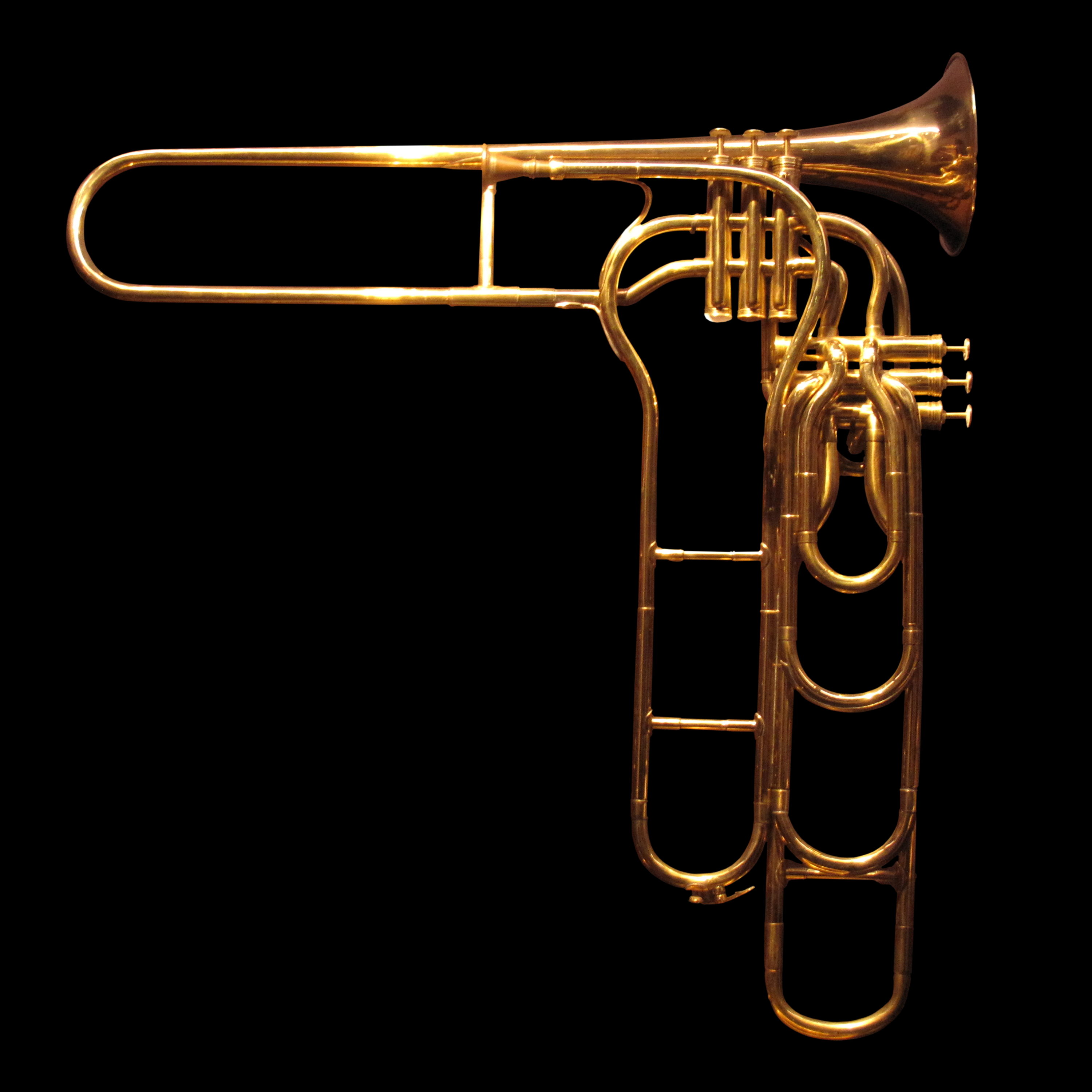
6ピストン
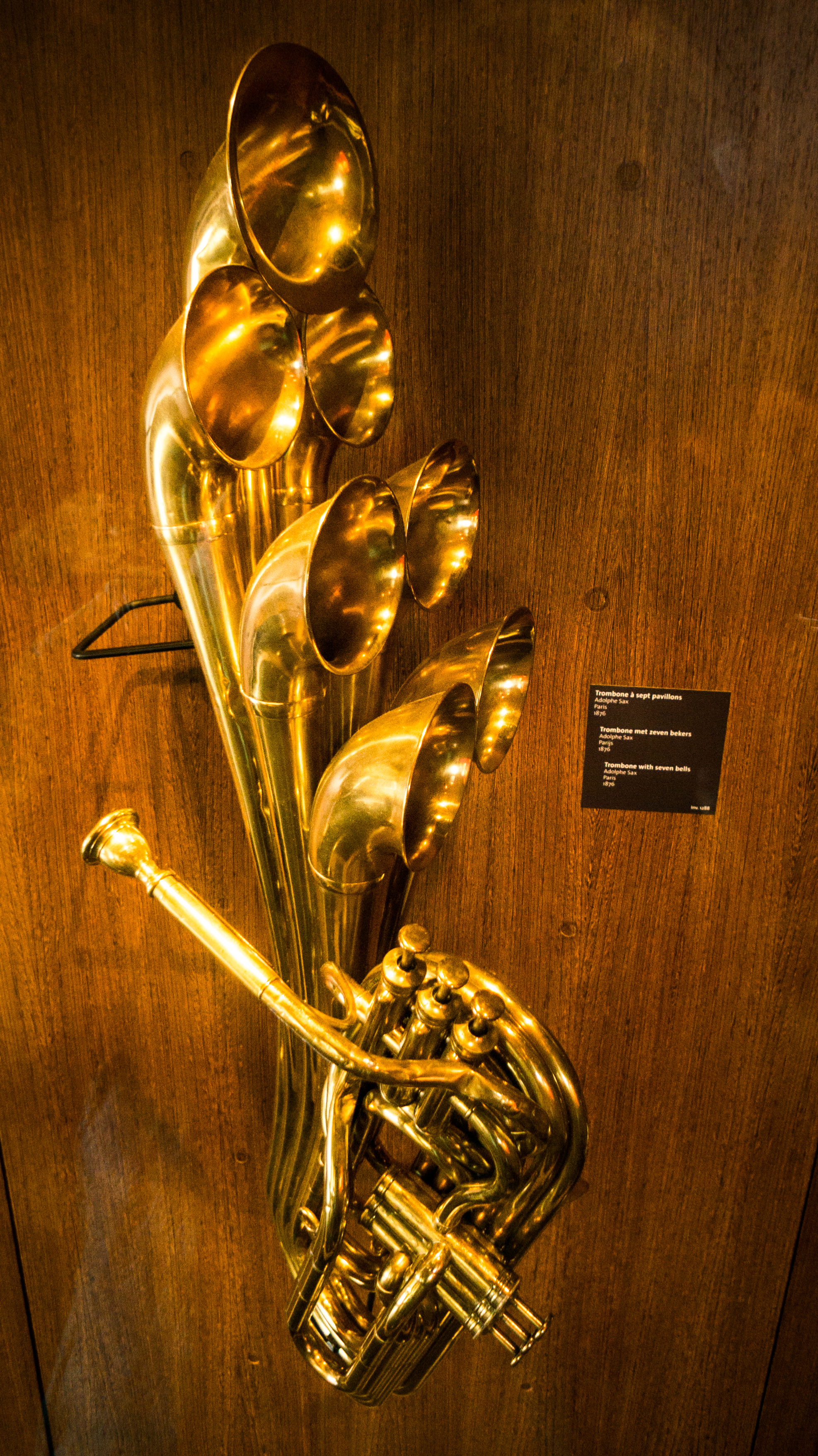
7ベル

## トロンボーンが活躍する楽曲

### 管弦楽曲
- モーツァルト：『レクイエム』 - 第4曲 Tuba mirum
- ベートーベン：交響曲第5番第4楽章、第9番第4楽章
- ベルリオーズ：『幻想交響曲』第4楽章、『葬送と勝利の大交響曲』第2楽章
- シューマン：交響曲第3番第4楽章
- ヴェルディ：歌劇『ナブッコ』序曲
- ワーグナー：歌劇『ローエングリン』より第3幕への前奏曲、楽劇『ワルキューレ』より『ワルキューレの騎行』
- ブルックナー：交響曲第5番、第7番、第8番、第9番
- ブラームス：交響曲第1番4楽章、交響曲第2番第1・第4楽章、第4番第4楽章
- チャイコフスキー：交響曲第3番第4楽章、交響曲第6番『悲愴』第4楽章
- リムスキー＝コルサコフ：交響組曲《シェヘラザード》
- マーラー：交響曲第1番、第2番、第3番、第5番第1・第3・第5楽章、第9番第1・第4・第5楽章
- リヒャルト・シュトラウス：交響詩『ティル・オイレンシュピーゲルの愉快ないたずら』、『英雄の生涯』、『アルプス交響曲』
- シベリウス：交響詩『フィンランディア』、交響曲第7番
- ホルスト：組曲『惑星』
- ラヴェル：『ボレロ』
- レスピーギ：交響詩『ローマの噴水』、『ローマの松』、『ローマの祭り』
- バルトーク：『中国の不思議な役人』、『舞踏組曲』第2楽章、『管弦楽のための協奏曲』第1・第4楽章
- ストラヴィンスキー：『火の鳥』、『プルチネッラ』
- ショスタコーヴィチ：交響曲第5番第1・第4楽章、第7番第1楽章、第8番第3楽章、第9番第1・第4楽章
- ハチャトゥリアン：バレエ『ガイーヌ』より『剣の舞』

### その他
- サン＝サーンス：カヴァティーナ 作品144
- ヒンデミット：トロンボーンとピアノのためのソナタ
- 武満徹：「ファンタズマ/カントス II」「ジェモー」（トロンボーン、オーボエと2群のオーケストラのための）
- レナード・バーンスタイン：トロンボーンのための独奏曲「ミッピイIIのためのエレジー」
- ベリオ：「セクエンツァ V」
- クセナキス：「ケレン」

## 著名な奏者
- フレッド・ウェズリー (Fred Wesley)[4]
- カーティス・フラー (Curtis Fuller)
- J・J・ジョンソン（J.J.Johnson/James Louis Johnson, 1924年 - 2001年）
- グレン・ミラー（Glenn Miller, 1904年 - 1944年）
- トミー・ドーシー（Tommy Dorsey, 1905年 - 1956年）
- カール・フォンタナ（Carl Fontana, 1928年 - 2003年）
- ビル・ワトラス (Bill Watrous)
- ジム・ピュー (James Pugh)
- アキレス・リアルマコプーロス (Achilles Liarmakopoulos)
- アルミン・ロジン (Armin Rosin)
- ブラニミール・スローカー (Branimir Slokar)
- クリスティアン・リンドベルイ (Christian Lindberg)
- ファブリス・ミリシェー (Fabrice Millischer)
- ジョルジュ・ジビチャーン (Gyorgy Gyivicsan)
- ホーカン・ビョルクマン (Hakan Bjorkman)
- イアン・バウスフィールド (Ian Bousfield)
- ジャック・モージェ (Jacques Mauger)
- イェスパー・ユール・ソレンセン (Jesper Juul Sorensen)
- マーク・ローレンス (Mark Laurence)
- ミッシェル・ベッケ (Michel Becquet)
- ニッツァン・ハロズ (Nitzan Haroz)
- オラフ・オット (Olaf Ott)
- ピーター・ムーア (Peter Moore)
- ラルフ・ザウアー (Ralph Sauer)
- トビー・オフト (Toby Oft)

## 日本人奏者
日本人奏者については

## 著名なアンサンブル団体
- ハイブリッドトロンボーン四重奏団
- パリ・トロンボーン四重奏団
- ミリエール・トロンボーン四重奏団
- スローカー・トロンボーン四重奏団
- トリトン・トロンボーン四重奏団
- ウィーン・トロンボーン四重奏団
- ミュンヘン・トロンボーン四重奏団
- 東京トロンボーン四重奏団
- 東京メトロポリタン・トロンボーン四重奏団
- ワールド・トロンボーン四重奏団
- スライド・モンスターズ
- セゲド・トロンボーン・アンサンブル
- ニュー・トロンボーン・コレクティヴ

## 主なメーカー
ミュージックトレード社刊・管楽器価格一覧表の最新版を基に記載
日本
- ヤマハ (YAMAHA)

アメリカ
- コーン・セルマー (Conn-Selmer, Steinway)
  - ヴィンセント・バック (Vincent Bach)はコーン・セルマー社の一ブランド
  - コーン(C. G. Conn)はコーン・セルマー社の一ブランド
  - キング(King)はコーン・セルマー社の一ブランド
- ホルトン(Holton)はコーン・セルマー社の一ブランドだが、野中貿易での取り扱いは現在中止されている
- シルキー(Schilke，レノルド・シルキーを参照)
  - グリーンホー(Greenhoe)はシルキー社の一ブランド
- ゲッツェン (Getzen)
  - エドワーズ (Edwards Instruments)はゲッツェン社の子会社
- ピー・ボーン (pBone)
- エム・アンド・ダブリュー (M&W)
- イーストマン (Eastman Winds)
  - シャイアーズ (S.E.Shires)はイーストマン社のブランドの一つ

ドイツ
- トローヤ (Throja)
- タイン (Thein)
- レッチェ (H.Latzsch)
- クロマト (H.Kromat)
- ヘルマン・シュミット (Hermann Schumidt)
- ミラフォン (Miraphone)
- ユルゲン・フォークト (Jurgen Voigt)

フランス(ドイツ)
- ビュッフェ・クランポン (Buffet Clampon)
  - アントワーヌ・クルトワ (Antoine Courtois)

ビュッフェ・グループの一ブランドであるため企業国籍はフランスだが、アンボワーズ工場閉鎖以降はB&Sやマイネル・ウェストン等と同じ工場で生産されており、楽器自体はドイツ製である
  - ビー・アンド・エス (B&S)

元々ドイツで創業したメーカーだが、現在はフランス国籍のビュッフェ・グループの一ブランドになっている。楽器自体は旧来からのドイツ国内工場製。

イギリス
- マイケル・ラス (Michael Rath)

オーストリア
- シャガール (Schagerl)

チェコ
- アマティ (Amati)
- チェルベニー (V.F.Cherveny)

スイス
- エッガー (Egger)
- ウィルソン (Wilson)

スペイン
- ストンビ (Stomvi)

台湾
- ジュピター (Jupiter)
  - エックスオー(XO)はグローバル社が設計し、ジュピター社が製造している楽器のブランド

中国
- マイケル (J.Michael)
  - ブラスパイア (Brasspire)はマイケルのブランドの一つ
- ケルントナー (Kaerntner)
- マルカート (Marcato)
- アミューズ (Amuse)
  - キド・マ・コット (quido ma cotto)はアミューズのブランドの一つ。キド・マコト氏が携わる。